# Пікетне
Пикетне (рос. Пикетное) — село у Мар'яновського району Омської області Російської Федерації.
Належить до муніципального утворення Пикетінське сільське поселення. Населення становить 819 осіб.

## Історія
Згідно із законом від 30 липня 2004 року органом місцевого самоврядування є Пикетінське сільське поселення.

## Населення
| 1926 | 2010 |
| ---- | ---- |
| 63   | ↗819 |